# بيرس لان
بيرس لان (بالإنجليزية: Piers Lane)‏ هو معلم موسيقى وعازف بيانو أسترالي، ولد في 8 يناير 1958 في لندن في المملكة المتحدة.

## وصلات خارجية
- بيرس لان على موقع ميوزك برينز (الإنجليزية)
- بيرس لان على موقع أول ميوزيك (الإنجليزية)
- بيرس لان على موقع ديسكوغز (الإنجليزية)